# Show Me a Hero (miniserie)
Show Me a Hero is een Amerikaanse miniserie uit 2015. De reeks werd gebaseerd op het gelijknamige boek van New York Times-journaliste Lisa Belkin en uitgezonden op betaalzender HBO. De zes afleveringen werden geregisseerd door Paul Haggis en geschreven door David Simon en William F. Zorzi.

## Productie
David Simon schreef samen met William F. Zorzi zes afleveringen gebaseerd op het non-fictieboek Show Me a Hero (1999) van New York Times-journaliste Lisa Belkin. Zorzi werkte meer dan tien jaar aan het project. Simon en Zorzi waren ooit collega's bij de krant The Baltimore Sun en hadden ook al samengewerkt aan de misdaadserie The Wire.
In het boek van Belkin wordt er dieper ingegaan op de loopbaan van Nick Wasicsko, die in 1987 burgemeester werd van Yonkers en van de federale rechtbank de opdracht kreeg om sociale woningen te bouwen in een hoofdzakelijk blanke wijk. Op 30 juli 2014 zette betaalzender HBO het licht op groen voor de miniserie en werden Oscar Isaac en Catherine Keener bekendgemaakt als hoofdrolspelers.
De opnames voor de serie gingen op 1 oktober 2014 van start. Nay McLaughlin, de echtgenote van Nick Wasicsko, werkte als consulente mee aan de reeks. Daarnaast werd ook graffitikunstenaar Chris Capuozzo ingeschakeld om graffiti uit de jaren 1980 te reproduceren. De opnames, die grotendeels in Yonkers zelf plaatsvonden, eindigden op 25 januari 2015.

## Verhaal
De jonge burgemeester Nick Wasicsko krijgt de opdracht om in Yonkers 200 woningen voor mensen met een laag inkomen te bouwen in een rijke, blanke wijk. Uit angst dat de bouw van de sociale woningen de vastgoedprijzen en het aanzien van de buurt zal doen kelderen, wordt de stad in twee kampen verdeeld. Terwijl de stad en haar bestuur door de federale rechtbank onder druk worden gezet met hoge dwangsommen, wordt de burgemeester in zijn eigen stad in het nauw gedreven door onder meer Henry J. Spallone, een politieke rivaal die weigert mee te werken aan het huizenproject.

## Rolverdeling
- Oscar Isaac – Nick Wasicsko
- Catherine Keener – Mary Dorman
- Alfred Molina – Henry J. Spallone
- Bob Balaban – Judge Leonard B. Sand
- Jon Bernthal – Michael H. Sussman
- Winona Ryder – Vinni Restiano
- James Belushi – Angelo Martinelli
- Carla Quevedo – Nay Noe Wasicsko
- Peter Riegert – Oscar Newman
- Michael Stahl-David – Jim Surdoval
- Clarke Peters – Robert Mayhawk

## Prijzen

### Golden Globes
- Beste acteur in een miniserie – Oscar Isaac

## Titelverklaring
De titel van zowel de serie als het boek verwijst naar het citaat "show me a hero and I will write you a tragedy" (Nederlands: Toon me een held en ik schrijf je een tragedie.) van auteur F. Scott Fitzgerald.

## Thema
Rassenproblematiek, politieke onwil en (de)segregatie vormen de centrale thema's in Show Me a Hero. Midden jaren 1980 gaf de federale rechter Leonard B. Sand de opdracht om in Yonkers zo'n 200 woningen voor mensen met een laag inkomen te bouwen in een welgestelde wijk met hoofdzakelijk blanke inwoners. Door die beslissing kreeg de rassenproblematiek in Yonkers nationale belangstelling en werd de stad in twee kampen verdeeld. Voor David Simon, scenarist en producent van Show Me a Hero, is de serie een allegorie voor hoe het Amerikaanse politieke systeem niet langer in staat is om problemen op te sporen en op te lossen.

## Afleveringen
| Titel       | Uitzenddatum VS  |
| ----------- | ---------------- |
| Parts 1 & 2 | 16 augustus 2015 |
| Parts 3 & 4 | 23 augustus 2015 |
| Parts 5 & 6 | 30 augustus 2015 |